# Landet i byen
|  | Denne artikel er oprettet af botten PalnaBot ud fra en ekstern database. Den kan derfor have sproglige fejl eller mangler. Denne skabelon kan fjernes efter kontrol af indholdet. |

Landet i byen er en dokumentarfilm fra 1995 instrueret af Gitte Geisnæs efter eget manuskript.

## Handling
En fåreflok drives gennem Fiolstræde i indre København af en fårehyrde med en hyrdehund.